# Alcides Spelucín Vega
Alcides Alejandro Spelucín Vega (Ascope, departamento de La Libertad, Perú, 1895–Bahía Blanca, Argentina, 1976) fue un poeta, educador y político peruano. Como poeta es considerado como un notable exponente del modernismo tardío (década de 1920).Su obra poética es breve, pero muy bien elaborada. Como político fue uno de los fundadores y dirigentes del Partido Aprista, llegando a ser diputado y senador del Congreso de la República del Perú. Vivió una etapa política muy turbulenta en la que sufrió persecuciones y destierro. Tuvo una honda preocupación social y se interesó por la situación de los campesinos del valle de Chicama. Desde 1948 hasta su muerte vivió en Argentina. En su honor, un colegio nacional del Perú situado en la provincia constitucional del Callao lleva su nombre.

## Biografía
Nació en la hacienda San Felipe, distrito de Ascope, entonces perteneciente a la provincia de Trujillo (hoy en la provincia de Ascope), del departamento de La Libertad, aunque durante algún tiempo se creyó que era natural de la ciudad de Trujillo. Su partida de nacimiento se encuentra en la ciudad de Ascope.
Estudió en el Colegio Nacional San Juan de Trujillo; luego cursó estudios superiores en la Facultad de Filosofía y Letras de la Universidad Nacional de Trujillo. Integró en la juvenil "bohemia" de Trujillo (conocida después como el Grupo Norte) que reunía a lo mejor de la intelectualidad lugareña, y que estaba dirigida por José Eulogio Garrido y Antenor Orrego, y en la cual se contaban el poeta César Vallejo, Víctor Raúl Haya de la Torre, Macedonio de la Torre, Juan Espejo Asturrizaga, Francisco Xandóval, Oscar Imaña, Federico Esquerre, entre otros (1917).
Por entonces colaboró en los diarios La Reforma y El Federal de Trujillo, dando a conocer su poesía. César Vallejo, que fue su gran amigo, lo describió entonces como: “… un poeta extraño, y es todo una promesa”

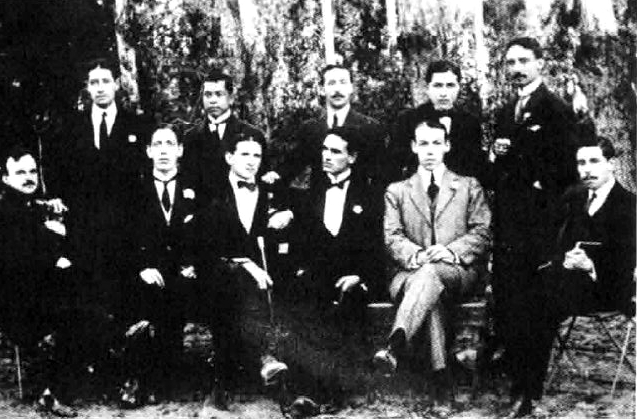
La “bohemia trujillana”. 1916. Spelucín es el cuarto de los parados, de izquierda a derecha..

Hizo un breve viaje a La Habana y Nueva York (1918), donde trabajó de manera intensa, y al volver a Perú, se asoció con Antenor Orrego en la fundación y dirección del diario El Norte de Trujillo, que dio nuevo nombre a la antigua “bohemia” trujillana (1923). En dicha publicación colaboraron los representantes más selectos de la intelectualidad del norte del Perú y tuvo mucha influencia en el desarrollo cultural del país.
En 1926 Spelucín publicó su único poemario: El libro de la nave dorada, que contenía poesías de corte modernista, pero que mereció aprobatorios comentarios en la sección de El proceso de la literatura de los 7 ensayos de interpretación de la realidad peruana de José Carlos Mariátegui (1928), así como de otros críticos.
Obtuvo undoctorado en Filosofía y Letras en la Universidad Nacional de Trujillo. Trasladado a Lima, fue incorporado a la secretaría de la Facultad de Letras de la Universidad de San Marcos (1929). Colaboró en la revista Mundial con nuevas composiciones poéticas.
Estuvo entre los fundadores del Partido Aprista, al cual debió su elección como diputado por el departamento de La Libertad (1931); pero la violenta oposición que ese partido mantuvo contra el gobierno del teniente coronel Luis Sánchez Cerro motivó que fuera desaforado junto con otros 22 representantes. Desterrado, viajó a Colombia (1932).
En 1934 retornó subrepticiamente al Perú, evadiendo durante varios años la persecución policial. Fue elegido senador por el departamento de La Libertad (1945). Regentó la cátedra de Teoría Literaria en la Facultad de Letras de la Universidad de San Marcos (1946-1948); pero a raíz del frustrado levantamiento efectuado por el Partido Aprista (3 de octubre de 1948) y el golpe de Estado que encabezara semanas después el general Manuel A. Odría, salió nuevamente desterrado.
Pasó a la Argentina. Desde 1952 fue incorporado a la docencia en el Instituto Tecnológico de Bahía Blanca, donde ejerció el cargo de vicerrector. Allí falleció en 1976. Su cuerpo fue enterrado cerca de su casa en dicha ciudad y cerca del mar.

## Obras
Spelucín publicó un poemario:
- El libro de la nave dorada (Trujillo, Perú, Ediciones de El Norte, 1926), con prólogo de Antenor Orrego. Reúne poesías modernistas que Spelucín compusiera en la década anterior, y salieron a la luz en una época en la que el vanguardismo ya había insurgido, pero pese a ello merecieron críticas aprobatorias por su innegable calidad, y convirtieron a su autor en el más alto exponente del modernismo tardío en el Perú. Dicha obra está consagrada al mar, y la sucesión de imágenes y descripciones, que transcurren entre puertos, caletas y playa, están hilvanadas con solvencia y dominio de los recursos técnicos y expresivos.

Preparó un segundo poemario, que tituló Las paralelas sedientas, de la cual publicó algunos anticipos en la revista Mundial, pero los originales fueron destruidos durante una incursión policial a la casa que le sirvió de refugio (1938).
Fue también autor del prólogo, sin firma, de El proceso de Haya de la Torre, obra editada en Guayaquil en febrero de 1933 por los desterrados apristas. Se trata de una de las mejores páginas de la literatura política hispanoamericana.

## Crítica
Para Luis Alberto Sánchez, Spelucin representa lo más fino y característico del modernismo peruano. Hasta entonces, este se había disfrazado de neocriollismo, de novomundismo, pero con Spelucin fue por fin modernismo puro. Aunque según opinión del crítico Antenor Samaniego, debería ubicársele más bien dentro la corriente simbolista iniciada en el Perú por José María Eguren Su obra poética, El libro de la nave dorada, está cargado de simbolismo, barroquismo y musicalidad; son de destacar la hermosura de sus descripciones y la abundancia de imágenes.